# Peugeot Type 4
Peugeot Type 4 — первое транспортное средство Peugeot представительского класса. Одна из его особенностей заключается в том, что в отделке кузова этого самокатного экипажа применялось серебро. 
Автомобиль был изготовлен Арманом Пежо по заказу губернатора Туниса бея Али III для его торжественных выездов и парадов. 
Базой для Type 4 стал его предшественник — Peugeot Type 3, однако габариты и вес машины были увеличены. Вследствие этого двигатель на этот vip-автомобиль устанавливался повышенной мощности.
Данная модель была выпущена в единственном экземпляре. На сегодняшний день Peugeot Type 4 можно увидеть в Музее Peugeot (Сошо, Франция).